# 1216 Askania
1216 Askania (1932 BL) là một tiểu hành tinh vành đai chính được phát hiện ngày 29 tháng 1 năm 1932 bởi Karl Wilhelm Reinmuth ở Heidelberg.